# 7133 Kasahara
7133 Kasahara (1993 TX1) là một tiểu hành tinh vành đai chính được phát hiện ngày, bởi Kin Endate và Kazuro Watanabe ở.